# Antonio Arregui Yarza
Antonio Arregui Yarza (Oñate, 13 de junio de 1939) es un sacerdote del Opus Dei y arzobispo católico español afincado en Ecuador. Fue arzobispo de Guayaquil, desde 2003 hasta 2015.

## Biografía
Antonio nació el 3 de junio de 1939, en la localidad española de Oñate, Guipúzcoa.
Tras realizar sus estudios de bachillerato en el Instituto Peñaflorida de San Sebastián, se graduó en 1956.
Cursó los estudios eclesiásticos en el «Studium» General del Opus Dei, en el Seminario de la prelatura en Roma, y en la Universidad de Navarra. Obtuvo el doctorado en Derecho canónico por la Universidad Angelicum, y el doctorado en Jurisprudencia en la Universidad de Navarra.
En 1986, obtuvo la nacionalidad ecuatoriana, por naturalización.

### Vida religiosa
En 1957 ingresó en la Prelatura del Opus Dei. Su ordenación sacerdotal fue el 13 de marzo de 1964, en Madrid.
Llegó a Ecuador en 1965, donde fue:
- Capellán en diversas instituciones educativas.[4]
- Profesor ordinario de Derecho eclesiástico en la Pontificia Universidad Católica del Ecuador.
- Profesor en la Universidad de Navarra y en el Seminario Mayor de Ibarra.
- Vicario general del Opus Dei para el Ecuador.
- Secretario general adjunto de la Conferencia Episcopal Ecuatoriana (CEE).[4]
- Director general de Radio Católica Nacional.
- Juez de los Tribunales Eclesiásticos de la CEE y de la arquidiócesis de Quito.
- Coordinador de la visita de Juan Pablo II a Ecuador (1985).
- Director del Óbolo de San Pedro.[2]

## Episcopado

### Obispo auxiliar de Quito
El 4 de enero de 1990, el papa Juan Pablo II lo nombró obispo titular de Auzegera y obispo auxiliar de Quito. Fue consagrado el 22 de febrero del mismo año, a manos del por entonces arzobispo Antonio González Zumárraga. 
- Secretario general de la CEE (1993-1999).[2]

### Obispo de Ibarra
El 25 de julio de 1995, fue nombrado obispo de Ibarra.
- Vicepresidente de la CEE en 1999.
- Presidente del Departamento de Comunicaciones Sociales del CELAM.[2]
- Administrador apostólico de Tulcán (2001-2002).

### Arzobispo de Guayaquil

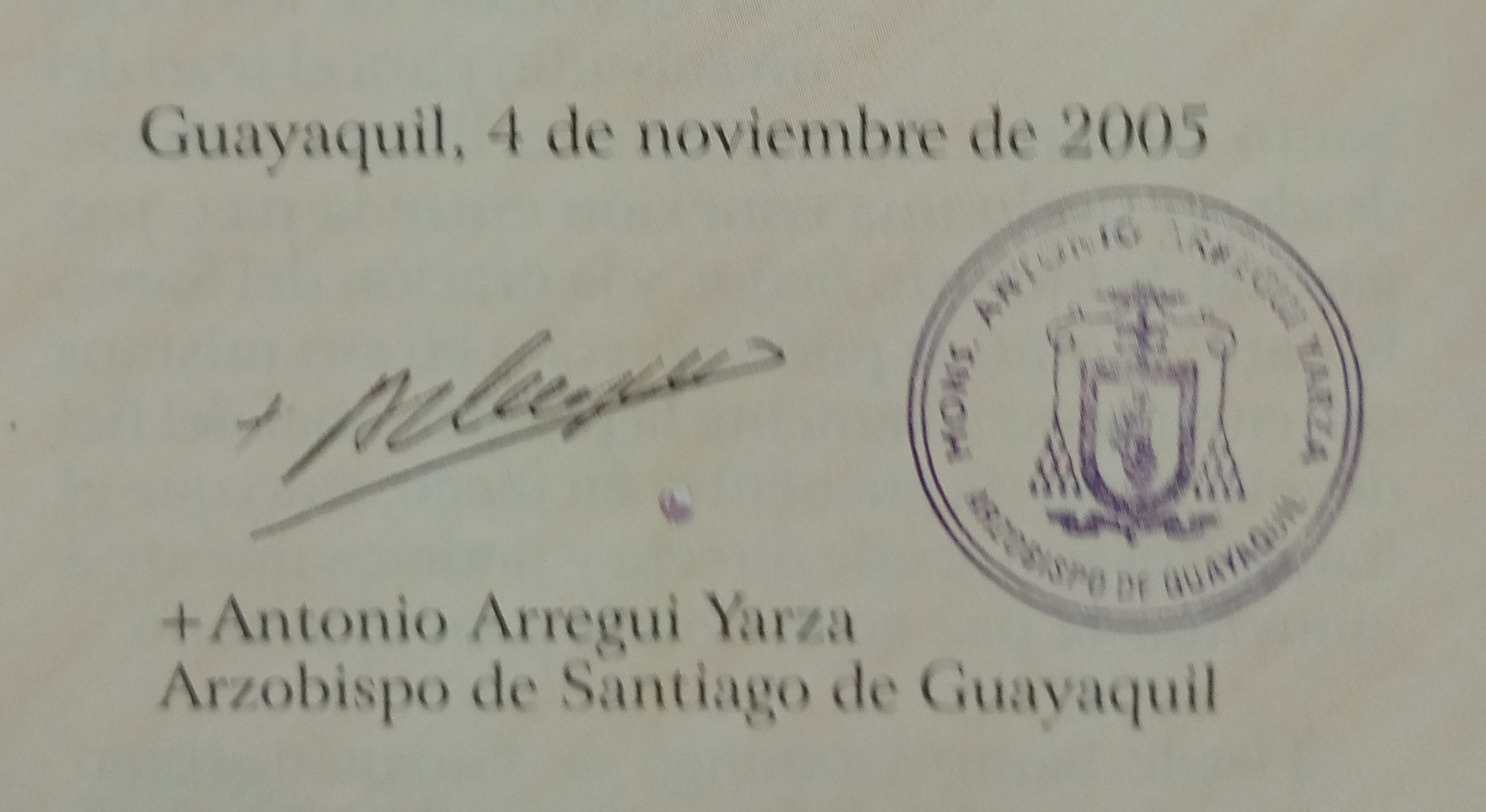
Firma y sello de Arregui (2005).

El 7 de mayo de 2003, el papa Juan Pablo II lo nombró arzobispo de Guayaquil. Tomó posesión canónica el día 31 del mismo mes, durante una ceremonia en la Catedral de Guayaquil. El 29 de junio siguiente, en una ceremonia en la Basílica de San Pedro, recibió la imposición del palio arzobispal, de manos del papa Juan Pablo II.
- Presidente de la Conferencia Episcopal Ecuatoriana  (2008-2014).[7][8]
- Administrador apostólico de Babahoyo (2010-2012).
- Miembro del Consejo de Administración de la Fundación Populorum Progressio.[9]

En la madrugada del 17 de noviembre de 2011, sufrió un ataque de estrés, del cual derivó a un infarto cardíaco múltiple, por lo cual fue ingresado en la Clínica Kennedy. Al día siguiente fue operado y le practicaron cuatro bypass coronarios.
El papa Benedicto XVI lo nombró miembro de la XIII Asamblea General del Sínodo de los obispos, Ciudad del Vaticano, del 7 al 28 de octubre de 2012, sobre "La nueva evangelización para la transmisión de la fe cristina".
Tras la elección del papa Francisco, manifestó que su designación: es una «extraordinaria noticia» para América Latina.
En 2014, presentó su renuncia como lo establece el Código de Derecho Canónico. El 24 de septiembre de 2015, el papa Francisco aceptó su renuncia como arzobispo de Guayaquil, nombrado a su sucesor al mismo tiempo.

## Controversias

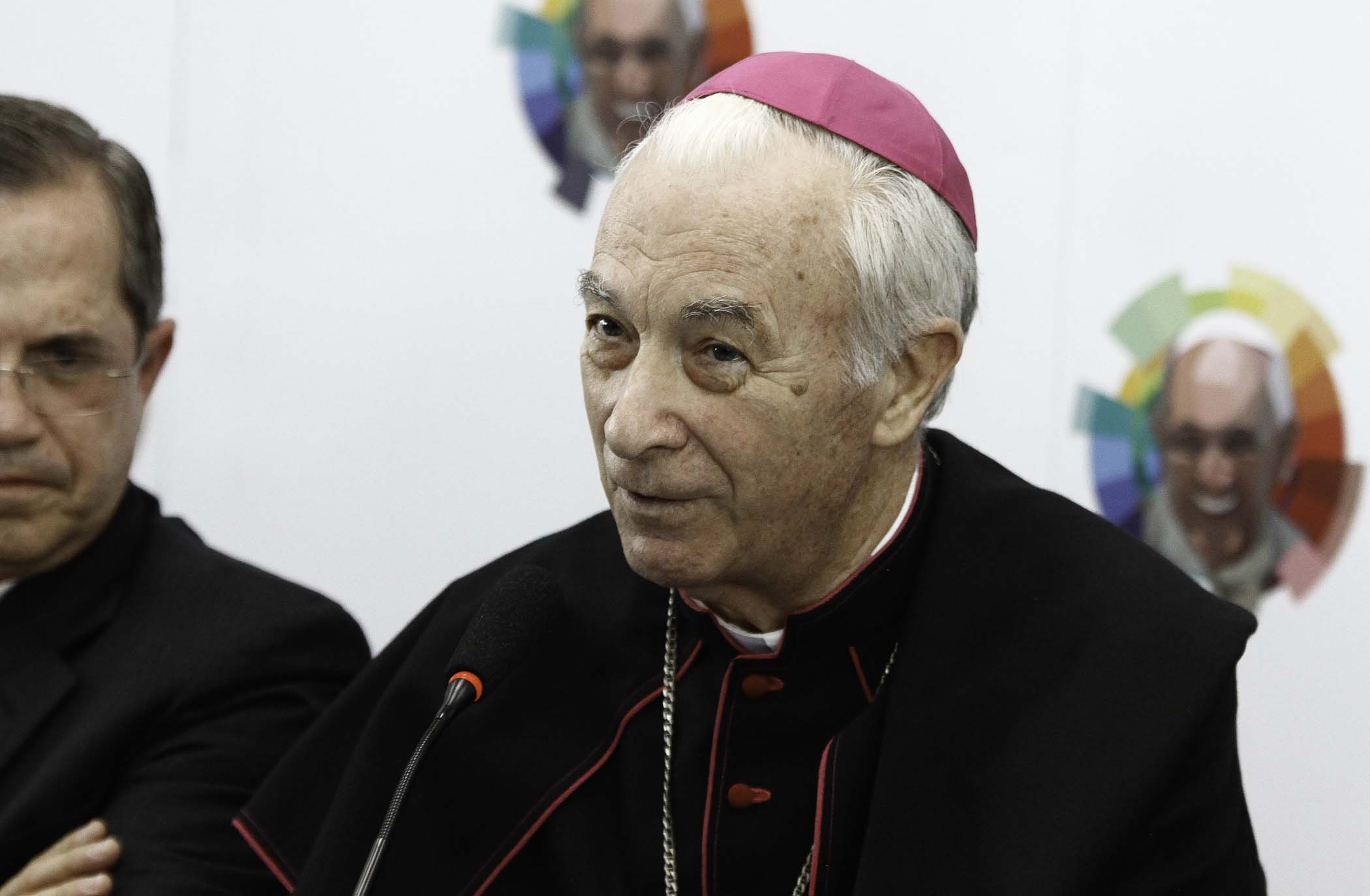
Antonio Arregui en 2015.

En agosto de 2015, durante una entrevista con Ecuavisa, Arregui opinó que el diálogo que había convocado el Ejecutivo debía “recuperar credibilidad”, y por lo cual era “imprescindible un gesto” que confirme su intención de escuchar a todos los sectores, debido las protestas sociales por la crisis económica que pasaba el país. El 27 de agosto, el secretario jurídico de la Presidencia, Alexis Mera tildó al arzobispo de: "insolente recadero de la derecha", y diciendo que "Él es el que debe dialogar con los homosexuales que dice que no sirven para nada". Al día siguiente, la Conferencia Episcopal Ecuatoriana rechazó las declaraciones de Mera.
Durante la sabatina, el presidente Correa presentó una "carta de protesta" a la Nunciatura apostólica, alegando que "está prohibido por el derecho romano" la supuesta participación del arzobispo Arregui en política. También lo vinculó a la candidatura de Guillermo Lasso, como su "jefe de campaña". En respuesta al presidente, Arregui se desvinculó de la política, afirmando en un comunicado: "Nunca he tratado de favorecer ante ustedes un grupo político o un aspirante a la representación popular". Durante misas de desagravio en Guayaquil y Quito, se dio respaldo a Arregui por las "ofensas" del secretario Alexis Mera; en las cuales se reflexionó sobre el respeto y el perdón.

## Obras
- En Parábolas (2022).[27]

## Distinciones
| Institución                 | Fecha                   | Reconocimiento otorgado           | Ref.            |
| Reconocimientos             | Reconocimientos         | Reconocimientos                   | Reconocimientos |
| --------------------------- | ----------------------- | --------------------------------- | --------------- |
| Human Life International    | 22 de abril de 2009     | Premio "Cardenal Von Galen Award" | [ 28 ]          |
| Municipalidad de Guayaquil  | 9 de octubre de 2015    | Medalla Municipalidad             | [ 29 ]          |
| Banco de Alimentos Diakonía | 26 de noviembre de 2015 | Placa                             | [ 30 ]          |